# Liste des épisodes de Pour l'amour du risque
Cet article présente la liste des épisodes de la série télévisée américaine Pour l'amour du risque.

## Première saison (1979-1980)

### 1. Se refaire une santé
- Titre original : Pilote - Hart to Hart - 25/08/1979 (pilote de 90 minutes).
- Guest star : Roddy McDowall.
- Autres acteurs : Jill St John, Stella Stevens.
- Résumé : Un ami des Hart a un accident mortel sur une autoroute en sortant d'un sanatorium. Les raisons de cette mort restent obscures, aussi Jonathan et Jennifer décident d'enquêter sous une fausse identité et découvrent les méthodes particulières de remise en forme de cet institut.
- Remarque : Robert Wagner épouse Jill St John le 26 mai 1990. Roddy Mc Dowall rejouera avec Robert Wagner, Stéfanie Powers, Lionel Stander en 1994 dans le téléfilm de 1994, Une curieuse petite ville  (Hart to Hart: Home Is Where the Hart Is)
- à noter un cameo de Natalie Wood qui donne la réplique à Max , elle était alors la femme de Wagner

### 2. Le Cousin de Jennifer
- Titre original : Hit Jennifer Hart.
- Première diffusion : 22 septembre 1979.
- Guest star : Craig Wasson.
- Résumé : À la suite de son limogeage pour malversations, un employé de Hart Industries engage un tueur pour éliminer Jonathan et sa femme Jennifer. Le tueur se fait passer pour un lointain cousin de Jennifer.
- Remarque :

### 3. Passeport pour l'assassin
- Titre original : Passport to Murder.
- Première diffusion :
- Guest star : Henry Darrow.
- Résumé : À la suite d'un voyage au Mexique avec un ami du service militaire, Clint Reilly, Jonathan et Jennifer sont embarqués dans une affaire de trafic de drogue, où la police locale est elle aussi impliquée.
- Remarque :

### 4. Jonathan Hart junior
- Titre original : Jonathan Hart Jr.
- Première diffusion :
- Guest star : Dee Wallace.
- Résumé : Une femme prétend avoir eu un fils de Jonathan. Elle se présente chez les Hart et confie l'enfant aux soins du couple. Mais plus tard, le véritable père fait un chantage sur la femme pour avoir de l'argent et kidnappe le gamin. Jonathan et Jennifer décident de payer la rançon.
- Remarque :

### 5. Une voiture faramineuse
- Titre original : Death in the Slow Lane.
- Première diffusion :
- Guest star : Jeremy Brett.
- Résumé : Jonathan achète une ancienne automobile du début du siècle, magnifique et rutilante, pour l'offrir à Jennifer mais il se trouve que l'engin regorge de trouvailles qui en fait un engin hors normes. Il est équipé des derniers systèmes de communications afin d'espionner les alentours.
- Remarque :

### 6. Je tuerais pour vous
- Titre original : You Made Me Kill You.
- Première diffusion :
- Guest star : Kathleen Lloyd.
- Résumé : Une des nouvelles secrétaires de Hart Industries est complètement obsédée par Jonathan et tue toutes les personnes qui lui feraient renoncer au cœur du milliardaire. Sa prochaine cible sera celle qui le fréquente depuis toujours : sa femme Jennifer.
- Remarque :

### 7. Crime entre amis
- Titre original : Murder Between Friends.
- Première diffusion :
- Guest star : Bonnie Bartlett.
- Résumé : Un couple d'amis en instance de divorce est suspecté dans l'assassinat d'un célèbre avocat. Malgré des indices qui les accusent, Jonathan et Jennifer décident de mener leur enquête pour les disculper.
- Remarque :

### 8. Bas fonds
- Titre original : Cop Out.
- Première diffusion :
- Guest star : Richard Herd.
- Résumé : Des prostituées rousses sont assassinées à Los Angeles. Jennifer, qui connaît bien ce milieu pour avoir écrit des articles, décide de mener l'enquête malgré l'avertissement de son mari. Il se trouve que le tueur en série fait partie de la police et efface soigneusement les traces l'une après l'autre en suivant son modus operandi.
- Remarque :

### 9. Max amoureux
- Titre original : Max in Love.
- Première diffusion :
- Guest star : Madlyn Rhue.
- Résumé : Max est tombé amoureux d'une mystérieuse femme, Charlotte Fleming. Mais plusieurs petits indices font que le couple Hart n'a pas confiance en elle. En fait, elle utilise Max afin de cambrioler la demeure des milliardaires.
- Remarque :

### 10. La Trappe
- Titre original : A New Kind of High.
- Première diffusion :
- Guest star : Karen Austin.
- Résumé : Le directeur de la section scientifique de Hart Industries meurt dans l'explosion de son laboratoire. Il s'apprêtait à dénoncer un couple de chimistes ayant élaboré une nouvelle drogue hallucinogène. Lors d'une visite, Jonathan qui suspecte les chercheurs échappe de peu à la mort après avoir bu un café chargé de cette nouvelle drogue.
- Remarque :

### 11. Chantage au mariage
- Titre original : With This Gun I Thee Wed.
- Première diffusion :
- Guest star : Richard Johnson.
- Résumé : Les Hart reçoivent une invitation pour un mariage se déroulant sur la Côte d'Azur. Mais il semblerait que le mariage ait été arrangé sous la contrainte par un certain Alex Constantine, vieil ennemi de Jonathan. Le vrai fiancé est lui enlevé par les hommes de Constantine pour le faire taire.
- Remarque :

### 12. L'Homme aux yeux de jade
- Titre original : The Man with the Jade Eyes.
- Première diffusion :
- Guest star : Edward Mulhare.
- Résumé : Un homme s'effondre mortellement à la table des Hart dans le quartier chinois de Los Angeles. Mais avant de mourir, il confie aux soins des milliardaires une statuette en or avec des yeux de jade qu'ils doivent rapporter à un temple.
- Remarque :

### 13. Mort d'un peintre
- Titre original : Color Jennifer Dead.
- Première diffusion :
- Guest star : Leonard Frey.
- Résumé : Warren Keller, un ami peintre des Hart, est retrouvé mort après un accident de voiture. La police rapporte que l'homme aurait bu au volant mais le couple n'y croit pas du tout, d'autant que Keller devait finir le portrait promis à Jennifer. Le couple retrouve la peinture dans une galerie appartenant à Roger Winslow.
- Remarque :

### 14. Garde-toi
- Titre original : A Question of Innocence.
- Première diffusion :
- Guest star : Jameson Parker.
- Résumé : Rose, la vendeuse de journaux au bas de l'immeuble de Hart Industries, est sous la coupe d'un maître-chanteur qui lui demande de l'argent en échange de son silence. Il semblerait que l'homme dispose d'une preuve accablante concernant le meurtre d'un dealer par la vieille dame : l'arme du crime.
- Remarque :

### 15. La Maison hantée
- Titre original : Night Horrors.
- Première diffusion :
- Guest star : Paul Shenar.
- Résumé : Les Hart sont invités à une chasse au trésor dans le vieux manoir acheté par Fred et Amanda, des connaissances de nos héros. Mais très vite, la soirée dérape avec la mort d'un des invités.
- Remarque :

### 16. Un chien en danger
- Titre original : Which Way Freeway ?.
- Première diffusion :
- Guest star : Stephen Elliott.
- Résumé : Février a une nouvelle fiancée, la chienne du voisin. Lorsque ce dernier est assassiné, Février prend l'arme du crime et disparaît avec. Mais de retour à la Villa Hart, il ne l'a plus avec lui.
- Remarque :

### 17. La Neige qui tue
- Titre original : Downhill to Death.
- Première diffusion :
- Guest star : Juliet Mills.
- Résumé : Jennifer est témoin d'une discussion sur la planification d'un meurtre d'une femme. Cette femme est l'épouse d'Halsey Matthews et une amie des Hart. Mais lors d'une promenade en ski, ce n'est pas la femme qui meurt mais le mari.
- Remarque :

### 18. Raid sur Bacopa
- Titre original : The Raid.
- Première diffusion :
- Guest star : Gilbert Roland.
- Résumé : Lorsqu'un technicien de Hart Industries est enlevé en Amérique du Sud et qu'une forte rançon est exigée, Jonathan et Jennifer se rendent sur place pour faire la transaction. L'homme derrière cette machination est un ancien ennemi de Jonathan, Herbert Cober.
- Remarque :

### 19. Le Sixième sens
- Titre original : Sixth Sense.
- Première diffusion :
- Guest star : Eduard Franz.
- Résumé : Sara Morgan, une jeune femme douée de capacités psychiques hors-normes, a des visions de sa mort imminente. Jonathan et Jennifer assistent à une séance lors de la visite de la section parapsychologique des industries Hart. Le couple peu après reçoit un coup de fil annonçant la mort de la jeune femme mais il s'agit en fait d'une femme qui lui ressemble trait pour trait.
- Remarque :

### 20. Haute coiffure
- Titre original : Does She, or Doesn't She ?.
- Première diffusion :
- Guest stars : Frank Marth, Stephen Parr et Eve Arden.
- Résumé : La femme d'un homme politique meurt dans un accident de voiture après avoir découvert que les renseignements qu'elle détenait sur son mari avaient été rendus publics à la suite de sa liaison avec son coiffeur Barry Saxon. Plus tôt, la femme avait essayé de tuer le jeune homme. Témoin de l'altercation, Jennifer avait conseillé Barry d'appeler la police mais ce dernier avait refusé car il est sous la coupe d'un truand, Harold Micklin.
- Remarque :

### 21. Croisière à vos risques
- Titre original : Cruise at Your Own Risk.
- Première diffusion :
- Guest star :  John Hillerman.
- Résumé : Une compagnie de croisière appartenant aux Hart est la cible d'un voleur de diamants qui, lors de son dernier vol, a tué un membre de l'équipage. Les Hart infiltrent les passagers sous une fausse identité pour démasquer le voleur.
- Remarque :

### 22. Trop de cuisiniers
- Titre original : Too Many Cooks Are Murder.
- Première diffusion :
- Guest stars : Jacques Aubuchon et Corinne Calvet.
- Résumé : Un grand cuisinier a créé une recette révolutionnaire, mais avant qu'il ne donne sa recette aux Hart, il est assassiné.
- Remarque :

### 23. Jeux meurtriers
- Titre original : Death Set.
- Première diffusion :
- Guest star : Amanda McBroom.
- Résumé : Une femme tue accidentellement son mari à la suite de fausses allégations. Les Hart, qui étaient proches du mari, tentent de savoir ce qui est arrivé.
- Remarque :

## Deuxième saison (1980-1981)

### 1. Quiproquo
- Titre original : Murder, Murder On The Wall.
- Guest star : John Gavin.
- Résumé : Jennifer et Jonathan rencontrent une vieille connaissance de Jennifer, l'ancien mannequin Marcie Fowler, à New York. Le couple décide de dîner avec elle et son mari, Adam. Mais au cours du repas, Adam aperçoit deux anciens amis et fausse compagnie à Marcie et aux Hart. Le lendemain, la police retrouve son corps à Central Park. Marcie retourne à L.A.. Les Hart l'y retrouvent. Les deux hommes de New York ont entre-temps cambriolé son appartement. Jonathan intervient et sauve la vie de Marcie. Un agent du FBI informe les Hart que Fowler était en fait un malfaiteur qui avait dérobé plusieurs millions de dollars à New York et que les deux hommes étaient ses complices. L'affaire se complique lorsque les deux malfrats sont tour à tour assassinés dans des conditions étranges.

### 2. Amnésie
- Titre original : What Murder?.
- Guest star : Jack Ging.
- Résumé : Jonathan doit retrouver un ami, Drew Kendall, à son bureau du centre de Los Angeles. Alors qu'il l'attend, il observe par la longue-vue de son ami le meurtre d'une femme qui se déroule dans un appartement en face. Il décide de porter secours à la jeune femme et court mais il est percuté violemment par un motard. Il perd connaissance. À son réveil, il est devenu amnésique. Grâce à un papier dans sa poche, il se rend au rendez-vous de Jennifer à une invitation de quelques amis. L'attitude de Jonathan à l'égard de sa femme inquiète Jennifer : le recouvrement de la mémoire va prendre du temps. Jonathan ne se rend pas compte que le tueur n'est autre que Kendall.

### 3. Jennifer et son double
- Titre original : This Lady is Murder.
- Guest star : Richard Romanus.
- Résumé : Jennifer et Jonathan sont en train de faire du vélo lorsque Jennifer est enlevée par deux hommes, Mick et Barney Steele. Il se trouve que Jennifer est le portrait craché de Dominique Benton, la femme du truand Marty Benton. Les frères Steele veulent une rançon en échange de la femme mais ils se rendent bientôt compte qu'ils se sont trompés et qu'ils ont enlevé la mauvaise personne.

### 4. La Pâtée de Février
- Titre original : Murder is Man's Best Friend.
- Guest star : Kenneth Mars.
- Résumé : Alors qu'il se promène dans le parc avec Février, Max est interpellé par des publicitaires qui recherchent un nouveau chien pour la pâtée du Dr Cobb. Le petit chien est choisi parmi d'autres pour être le nouvel ambassadeur de cette viande un peu spéciale : elle rend accro les animaux et si ces derniers n'ont pas la quantité de nourriture qu'ils désirent, leur comportement devient violent.

### 5. Le Robot de Noël
- Titre original : Tis the Season To Be Murdered.
- Guest star : Roger C. Carmel.
- Résumé : Dans l'une des succursales de Hart Industries spécialisée dans les jouets, des plans de nouveaux jouets révolutionnaires sont volés. Après le meurtre d'un détective privé chargé de découvrir les fuites, Jonathan et Jennifer infiltrent incognito l'une d'entre elles. Mais bientôt, l'un des ingénieurs est assassiné par son complice.

### 6. Une momie de trop
- Titre original : Murder Wrap.
- Guest star : John McMartin.
- Résumé : Le professeur Whitlock est assassiné alors qu'il s'occupait de la nouvelle aile du musée de Los Angeles sur l'égyptologie. Jennifer qui était une de ses anciennes élèves a permis la création de cette nouvelle attraction avec l'appui financier de Hart Industries. Au cours de la soirée d'inauguration, son corps est retrouvé et les plus folles rumeurs sur le retour d'une momie ressuscitée aussi. Peu de temps après, Jennifer est attaquée par la fameuse momie. Le premier suspect est un certain Assad, correspondant de l'ambassade égyptienne et adorateur de la momie qui semble voir en Jennifer la réincarnation d'une ancienne princesse disparue.

### 7. Le Perroquet aime le croquet
- Titre original : Murder In Paradise.
- Guest star : Noel Harrison.
- Résumé : En vacances à Hawaï, Jonathan et Jennifer sont impliqués dans une affaire d'espionnage à la suite de l'assassinat d'un vieil ami qui participait à un tournoi international de croquet. Seul indice : une mystérieuse clé que tous les services secrets s'arrachent, de la CIA au KGB en passant par le MI6.

### 8. La Rivière de diamants
- Titre original : Ex-Wives Can Be Murder.
- Guest star : Dana Wynter.
- Résumé : Pearl Danko, l'ex-femme de Max, est de retour à Los Angeles et désire le revoir. Jennifer et Jonathan vont la chercher à la station de bus et sont attaqués par deux hommes qui désiraient voler sa valise. Il apparaît que Pearl est liée à une affaire de vol de diamants et son complice a été purement et simplement assassiné par les tueurs de Sylvia Van Upton, une dangereuse receleuse.

### 9. Trop de culture
- Titre original : Murder is a Drag.
- Guest star : Al Ruscio.
- Résumé : Jonathan et Jennifer se rendent à l'opéra quand Jonathan se rend compte qu'il a oublié les tickets à la maison. Il en achète deux à un pickpocket qui auparavant avait volé ces billets à un criminel chargé de recruter un tueur pour assassiner le procureur général. L'homme chargé de payer Jonathan (qu'il prend pour l'assassin) est poignardé à ses côtés. M. Six, le commanditaire de l'assassinat a dorénavant un autre contrat à exécuter : le trop curieux couple de détectives milliardaires.

### 10. Trois cœurs pas ordinaires
- Titre original : Hart-Shaped Murder.
- Guest star : Charles Cyphers.
- Résumé : Les Hart sont malgré eux témoins des malversations d'un groupe de trafiquants de diamants qui utilisent une confiserie comme paravent pour leurs activités criminelles. Pour les faire taire, ils décident de leur envoyer des chocolats empoisonnés.

### 11. Des lunettes pour tricher
- Titre original : Slow Boat to Murder.
- Guest star : Joanna Cassidy.
- Résumé : Stanley, le comptable de Hart Industrie est le premier suspect dans une affaire de meurtre. Le corps d'un homme d'affaires a été retrouvé sur un bateau avec les papiers de Stanley à proximité. Il s'agit d'une machination que les Hart ont à cœur de résoudre pour sauver la vie de leur sympathique ami.

### 12. Le Taureau par les cornes
- Titre original : Murder in the Saddle.
- Guest star : John Ireland.
- Résumé : Les Hart ont pris leur week-end afin de se rendre dans leur ranch du Nouveau-Mexique. Mais à peine arrivés, leur ami Tom Raintree est retrouvé mort près de vaches et buffles empoisonnés près d'un cours d'eau. Roxy, la manutentionnaire du ranch, est persuadée que leur voisin Zeke Ballinger n'est pas étranger à cet "accident". Les Hart enquêtent et découvrent que leur voisin a décidé d'acquérir tous les terrains aux alentours.

### 13. Une balle si précieuse
- Titre original : Homemade Murder.
- Guest star : Keene Curtis.
- Résumé : Millie, une nouvelle employée de Hart Industrie a caché une ancienne balle dans une jarre qui se trouve dans le salon des Hart. Frank Kruger recherche cette balle car elle pourrait l'impliquée dans un meurtre qu'il a perpétré. Avec son homme de main Ciro et sa compagne Brenda, ils décident de prendre possession de la villa des Hart en attendant de retrouver le précieux objet...

### 14. L'Or de la musculation
- Titre original : Solid Gold Murder.
- Guest star : Cesare Danova et Frank Zane.
- Résumé : Vince Nucona, le protégé de Max, va ouvrir une salle de musculation. Alors qu'ils sont présents, les Hart sont témoins de la tentative de vol des haltères de Vince. Une première fois, cela vaut à Max quelques légères blessures mais la seconde fois, un policier de Scotland Yard est retrouvé mort. Un homme est directement responsable des problèmes du protégé de Max : Noel Teppman, un voleur d'or international.

### 15. Dame fortune
- Titre original : Getting Aweigh with Murder.
- Guest star : Ron Moody.
- Résumé : Les Hart infiltrent la compagnie de croisière de Jonathan où semble se faire du trafic de fausse monnaie, trafic qui a coûté la vie à un détective privé enquêtant sur cette affaire. La banque des Hart se trouvant aux Bahamas est aussi impliquée et risque la banqueroute si l'affaire est révélée au grand public.

### 16. Un odieux complot
- Titre original : The Murder of Jonathan Hart.
- Guest star : Peter Mark Richman.
- Résumé : Après deux tentatives de meurtre avortées sur sa personne, Jonathan organise son faux assassinat avec la complicité de Jennifer afin de découvrir qui se cache derrière cette affaire. Max, qui n'est au courant de rien, découvre la venue d'un vieil oncle de Jonathan (en fait, Jonathan déguisé) et l'accueille à la résidence. Mais bientôt l'organisateur de tout ceci se dévoile : le propre avocat des Hart, Owen Grant.

### 17. Tout n'est qu'apparence
- Titre original : The Latest In High Fashion Murder.
- Guest star : Lois Chiles.
- Résumé : Jonathan et Jennifer sont invités à une Fashion Party où l'on retrouve le corps d'une top model assassinée. Les soupçons se portent sur Alexei Briansky, qui sera lui aussi tué dans des circonstances bizarres. Jonathan trouve que les morts s'accumulent dans l'entourage de Scottie, la nouvelle égérie de Michaele Vollbracht, un styliste renommé qui a décidé d'engager Jennifer pour faire des photos du défilé. Il décide de faire sa propre enquête et trouve bientôt des réponses à ses questions...

### 18. Opération tueur
- Titre original : Operation Murder.
- Guest star : Jared Martin.
- Résumé : À la suite d'un accident dans le parc, Jennifer est hospitalisée. Durant la nuit, elle est témoin de l'assassinat d'un patient dans une chambre voisine mais tombe inconsciente. Le lendemain, elle raconte son aventure à Jonathan mais il a du mal à la croire. À nouveau elle est témoin de l'apparition d'un individu dans son jardin. Elle commence à perdre pied et croit devenir folle.

### 19. Le Fourbe
- Titre original : Murder Takes A Bow.
- Guest star : Jerry Stiller.
- Résumé : Un dramaturge confie le nouveau script d'une pièce de théâtre à Jennifer et Jonathan. Peu après, il est assassiné alors qu'il faisait partie d'une troupe amateur d'une pièce ou jouent nos deux héros. Le tueur a en vue de voler ce script afin de remonter en scène et poursuivre une carrière qui n'était jusque là pas très reluisante ...

### 20. Le Secret de la maison Hart
- Titre original : Blue Chip Murder.
- Guest star : Ruth Nelson.
- Résumé : Les Hart trouvent une nouvelle pièce dans leur maison par accident. Durant leur enquête, ils sont amenés à faire part de leur découverte à l'agence immobilière chargée de la vente. Il semblerait que cette chambre secrète ait été construite par l'ancien propriétaire afin d'y cacher un trésor...

## Troisième saison (1981-1982)

### 1. Vive la rose
- Titre original : Harts and Flowers.
- Guest star : John Considine (en).
- Résumé : Max a créé une rose qu'il a baptisée "Jennifer Hart" et s'inscrit à un concours de fleurs. Mais Jennifer devient la cible d'un psychopathe.

### 2. Un service bien fait
- Titre original : A Couple Of Harts.
- Guest star : Gregory Sierra.
- Résumé : En vacances à Acapulco, les Hart ont un problème de voiture qui les amène à frapper à la porte d'une riche villa. Engagés par erreur comme domestiques, ils découvrent qu'un complot se prépare contre un politicien. Ils essaient de déjouer l'attentat.

### 3. Train de luxe
- Titre original : Hartland Express.
- Guest star : David Doyle, Bernie Kopell, Carol Lynley, Leigh McCloskey.
- Résumé : Une grève des contrôleurs aériens obligent les Hart à prendre le train de Chicago à Los Angeles. Lorsque Jennifer découvre un cadavre dans leur compartiment, le couple est impliqué dans une affaire de protection de témoin.

### 4. Jennifer mannequin
- Titre original : What Becomes a Murder Most ?
- Guest star : Monte Markham.
- Résumé : Jennifer participe à une campagne publicitaire pour un manteau de fausse fourrure. Mais quand les mannequins sont assassinées tour à tour, Jonathan réclame une protection pour sa femme.

### 5. Un monde magique
- Titre original : Murder Up Their Sleeve.
- Guest star : Bruce Glover.
- Résumé : Un magicien projette de remplacer Jonathan à la tête de sa société par son frère dont le visage a été transformé par la chirurgie. Les deux hommes veulent prendre ainsi le contrôle de l'empire Hart.

### 6. Un objet de collection
- Titre original : Harts Under Glass.
- Guest star : John Dehner.
- Résumé : Jennifer est kidnappée par un riche excentrique, réputé pour ses nombreuses collections, qui retient la jeune femme dans une cage de verre. Lorsque Jonathan tente de la sauver, il se retrouve également enfermé. Mais c'est sans compter sur l'aide de Max et d'une bague en diamant, capable de couper la vitre de leur prison.

### 7. Une tenue de grande valeur
- Titre original : Rhinestone Harts.
- Guest star : Robert Englund.
- Résumé : La tournée internationale de la star de musique country Lorene Tyler est produite par Jonathan. Son mari Jesse, un voleur de bijoux, a caché de nombreux joyaux dans le costume de scène de Lorene. Lorsque celle-ci offre son costume à Jennifer, Jesse ne l'entend pas de cette oreille.

### 8. Au cœur de la nuit
- Titre original : Hart of Darkness.
- Guest star : Ed Harris.
- Résumé : Un psychopathe, qui en veut à Jonathan, met un produit dangereux dans la piscine. Jonathan se brûle alors les yeux, au point de devenir aveugle. Hospitalisé, il va devoir déjouer les pièges de son ennemi qui reste décidé à en finir avec lui.

### 9. Paris dangereux
- Titre original : Hartbreak Kid.
- Guest star : Richard Herd.
- Résumé : Monty, l'entraîneur du cheval des Hart à la course hippique est retrouvé mort dans le box, imbibé d'alcool. Sa fille adoptive, Riley, n'y croit pas d'autant qu'elle a entendu deux hommes se battre avec lui. Seule témoin du meurtre, elle est recueillie chez Jonathan et Jennifer, et se prend d'affection pour Max. Pendant ce temps, les milliardaires enquêtent sur le milieu des courses et découvrent que leur principal concurrent avait essayé auparavant de soudoyer les juges pour la course.

### 10. Le Film témoin
- Titre original : From the Depths of My Hart.
- Guest star : Pat Hingle.
- Résumé : Au large d'Hawaï, les Hart expérimentent un nouveau type de caméra sous-marine près de l'épave d'un navire. Le nageur supposé l'essayer est retrouvé mort noyé avec la caméra cassée. Mais le film est retrouvé intact et dévoile que la mort n'est pas accidentelle et que la jeune femme y apparaissant est le tueur présumé...

### 11. Philatélie
- Titre original : Hartless Hobby.
- Guest star : Ina Balin.
- Résumé : Les Hart visitent la galerie d'un célèbre philatéliste pour y admirer le Vermillion, le timbre le plus cher du monde. Lorsque celui-ci finit en leur possession, leur vie semble dangereusement menacée.

### 12. Cher papa
- Titre original : My Hart Belongs To Daddy.
- Guest star : Ray Milland.
- Résumé : Les Hart rejoignent le père de Jennifer à Washington. Celui-ci est la cible d'un mystérieux allemand qui veut venger la mort de son père.

### 13. La Voleuse de diamants
- Titre original : Hart of Diamonds.
- Guest star : Capucine.
- Résumé : Après son rendez-vous chez le coiffeur, Jennifer se met à voler des bijoux sans s'en rendre compte. Jonathan découvre que la propriétaire du salon hypnotise ses clientes pour en faire des kleptomanes et récupérer ainsi des objets précieux.

### 14. Vacances au paradis
- Titre original : Harts and Palms.
- Guest star : Andra Akers, William Prince et Jonathan Frakes.
- Résumé : Durant un séjour à Hawaï, les Hart rencontrent un vieil ami d'affaires de Jonathan. Surprenant une conversation, Jennifer pensent que sa femme prévoit de l'assassiner. Mais c'est finalement son épouse qui trouve la mort dans un étrange accident.

### 15. Cache-cache périlleux
- Titre original : The Hart of the Matter.
- Guest star : Jean-Pierre Aumont.
- Résumé : Jonathan et Jennifer se rendent en France sur l'invitation d'un vieil ami, qui leur a donné rendez-vous dans un manoir transformé en hôtel. Mais dans la nuit, leur ami disparaît et personne ne semble s'en soucier. Pire, selon le personnel, l'homme n'est jamais venu à l'hôtel et la chambre qu'il occupait n'a jamais existé. En réalité, un escroc qui ressemble au disparu l'a assassiné pour s'emparer de son passeport et changer d'identité.

### 16. Chantage
- Titre original : Blue and Broken-Harted.
- Guest star : Nicolas Coster
- Résumé : Jonathan et Jennifer feignent une dispute en public, pour faire croire que leur couple est en crise et démasquer celui qui veut provoquer leur rupture.

### 17. Cœur en pointe
- Titre original : Harts On Their Toes.
- Guest star : Clive Revill
- Résumé : Les Hart viennent en aide à un danseur russe, amoureux d'une américaine et accusé d'un crime qu'il n'a pas commis.

### 18. Amour et jazz
- Titre original : Deep in the Hart of Dixieland.
- Guest star : Andrew Prine
- Résumé : Le temps d'une soirée, Jonathan reforme un groupe de jazz avec de vieux amis. Mais au cours de la soirée, la femme de l'un d'eux est retrouvée assassinée et l'ami en question est immédiatement arrêté.

### 19. Jusqu'à la lie
- Titre original : Vintage Harts.
- Guest star : Carolyn Seymour
- Résumé : L'associé de Jonathan dans une entreprise viticole découvre que leur vin est commercialisé dans des bouteilles d'un cru bien plus onéreux. Mais l'homme est bientôt assassiné et les Hart vont devoir enquêter pour découvrir la supercherie.

### 20. Un week-end à la campagne
- Titre original : Hart, Line And Sinker.
- Guest star : Dominique Dunne.
- Résumé : Désireux de se reposer dans leur chalet à la montagne, Jonathan et Jennifer doivent venir en aide à leur jeune gardien, accusé de meurtre par le shérif. Mais c'est ce dernier qui, en réalité, est l'auteur du crime.

### 21. Erreur de taille
- Titre original : Hart and Sole.
- Guest star : Jack Kruschen.
- Résumé : De retour du pressing, la veste de Jonathan a été échangée avec une autre. Souhaitant la rendre à son propriétaire, les Hart se rendent dans l'hôtel où loge celui-ci. Mais dans la chambre, ils ne trouvent qu'un cadavre.

### 22. Tour complet
- Titre original : The Harts Strike Out.
- Guest star : Bert Remsen.
- Résumé : Un collaborateur de Jonathan meurt soudainement, laissant derrière lui une épouse, un jeune fils et de nombreuses dettes. Le seul héritage que le fils reçoit est une collection de cartes de baseball, sans intérêt pour lui, jusqu'à ce que Jonathan lui annonce que celle-ci vaut une fortune. Mais la valise de cartes est dérobée par sa tante qui la vend à un collectionneur. Jonathan va tenter de la récupérer.

### 23. Coup de cœur
- Titre original : To Coin a Hart.
- Guest star : Richard Bradford
- Résumé : Un expert en monnaies anciennes est tué lors d'une dispute avec deux malfrats qui lui dérobent une précieuse pièce. Mais celle-ci est donnée à une vendeuse de fleurs aveugle, qui la transmet ensuite à Jennifer en guise de monnaie. Jennifer devient alors la proie des malfaiteurs, soucieux de récupérer la pièce.

### 24. Le Coup du lapin
- Titre original : Harts and Fraud.
- Guest star : Lawrence Pressman.
- Résumé : Un petit escroc qui a des dettes de jeu, poussé par son avocat marron et avec la complicité d'un médecin véreux, feint d'avoir un accident avec Jennifer pour lui réclamer deux millions de dollars de dommages-intérêts. Alors qu'il est hospitalisé et que les Hart reçoivent l’assignation en justice, l'homme est assassiné par l’avocat qui lui injecte un poison létal. Les Hart découvrent une vaste entreprise d'arnaque à l'assurance. Ils envoient enquêter Max, qui feint d'avoir eu un accident au cou, mais ce dernier est découvert par l’avocat, qui envisage de le supprimer.

## Quatrième saison (1982-1983)

### 1.Un lit de tout repos
- Titre original : On a Bed of Harts.
- Guest star : Antoinette Bower.
- Résumé : Pour l'anniversaire de Jennifer, Jonathan lui offre le lit de leur voyage de noces, mais il confond avec un autre. Le couple retrouve l'original dans un hôtel vendu aux enchères, que Jonathan achète sur un coup de tête. Mais le lit est convoité par des trafiquants d'art.

### 2.Un de plus
- Titre original : With This Hart, I Thee Wed.
- Guest star : Eva Gabor.
- Résumé : Les Hart accueillent la tante de Jennifer pour son mariage avec le membre d'une secte spirituelle. Mais le gâteau du mariage, empoisonné, met fin à la vie du jeune marié.

### 3.Quand la fortune sourit à Jennifer
- Titre original : Million Dollar Harts.
- Guest star : Simon MacCorkindale.
- Résumé : À Londres, alors qu'elle attend Jonathan retenu en réunion, Jennifer se rend au casino où elle aide un baron à gagner une fortune. Mais celui-ci disparaît, laissant le couple repartir à Los Angeles avec la valise de billets. D'autres personnes s'intéressent bientôt à cette valise.

### 4.Hypnose
- Titre original : Harts On Campus.
- Guest star : Kip Niven.
- Résumé : Lors de retrouvailles organisées par son ancienne école, Jennifer retrouve un étudiant d'alors, secrètement amoureux d'elle depuis toujours. L'homme drogue puis hypnotise Jonathan pour se débarrasser définitivement de lui.

### 5.Règlements de comptes à Goldtown
- Titre original : Harts at High Noon.
- Guest star : Rory Calhoun.
- Résumé : Jonathan se voit proposer de sauver une ville fantôme au décor de Far West, qui sert d'attraction pour les touristes. Les Hart s'y rendent pour découvrir les lieux avant décision mais sont témoins d'un meurtre au cours d'une attraction, un duel qui tourne mal.

### 6.Désir du cœur
- Titre original : Harts' Desire.
- Guest star : Dean Stockwell.
- Résumé : Un ancien professeur de Jennifer est devenu écrivain à succès, mais sous un pseudonyme féminin. L'auteur devant recevoir un prix, il demande à Jennifer de se faire passer pour la fameuse romancière. Mais un psychopathe la confond avec le personnage de ses romans.

### 7.L'Héritage de Max
- Titre original : Rich and Hartless.
- Guest star : Gloria DeHaven.
- Résumé : Des escrocs font croire à Max qu'il a gagné un million de dollars, afin de lui donner envie de suivre une nouvelle vie et de placer deux voleurs comme majordomes chez les Hart.

### 8.Le Lion du désert
- Titre original : In the Hart of the Night.
- Guest star : Ferdy Mayne.
- Résumé : Un roi du Moyen-Orient, ami des Hart, expose une statue très importante pour son peuple en Californie. Mais son bras droit l'a remplacée par une fausse, pour jeter le discrédit sur le roi.

### 9.Une veuve chasse l'autre
- Titre original : One Hart Too Many.
- Guest star : Carole Cook.
- Résumé : Jennifer enquête sur un centre de remise en forme et décide d'y passer quelques jours. Elle découvre que son directeur assassine des femmes riches pour les remplacer par des sosies.

### 10.Joyeux Noël
- Titre original : A Christmas Hart.
- Guest star : Billy Barty.
- Résumé : Les Hart organisent l'anniversaire de Max, durant lequel ils sont cambriolés. Le vol a été organisé par l'agence qui a envoyé deux jeunes artistes pour se produire durant la fête. Pour confondre les coupables, Jonathan et Jennifer se font engager au sein de l'agence.

### 11.Les Chasses de Monsieur Davenport
- Titre original : Hunted Harts.
- Guest star : David McCallum.
- Résumé : Irrité de perdre des marchés au profit de la société Hart, un industriel peu scrupuleux décide de se débarrasser de Jonathan. Pour cela, il attire le couple dans une réserve africaine pour le chasser comme du gibier.

### 12.Emily est morte
- Titre original : Emily By Hart.
- Guest star : Gary Lockwood.
- Résumé : Lors d'un week-end dans une petite ville de la côte, les Hart font la connaissance d'un jeune homme dont la fiancée, Emily, vient de mourir. Celle-ci était une jeune journaliste qui admirait Jennifer. Les Hart découvre qu'elle avait reconnu le patron de son petit ami comme étant un baron de la drogue en fuite.

### 13.Un sacré nez
- Titre original : Pounding Harts.
- Guest star : Edward Winter.
- Résumé : La niche de Février, le chien des Hart, est échangée par erreur contre une autre contenant de la cocaïne. À la recherche de leur drogue, les malfrats vont tout faire pour récupérer la niche.

### 14.L'Or des Incas
- Titre original : Chamber of Lost Harts.
- Guest star : Cesar Romero.
- Résumé : Les Hart partent au Pérou enquêter sur la mort mystérieuse d'un collaborateur, tué dans la jungle par une flèche empoisonnée. Les voilà sur les traces d'un trésor caché par un ancien roi Inca. Mais le tueur s'est glissé dans l'équipe d'expédition.

### 15.Un parfum très subtil
- Titre original : Harts on the Scent.
- Guest star : Diana Muldaur.
- Résumé : Un riche parfumeur, qui projetait de vendre son entreprise à Jonathan Hart, trouve la mort en se faisant attaquer par son chien. Après avoir visité le laboratoire de la parfumerie, Jonathan subit lui aussi les assauts de son chien Février. Le couple découvre que la femme de l'industriel s'est débarrassé de celui-ci à l'aide d'un parfum trafiqué pour rendre les chiens dangereux.

### 16.Voyage aux Bahamas
- Titre original : Bahama Bound Harts.
- Guest star : Andrew Duggan.
- Résumé : Les Hart se rendent aux Bahamas, pour une réception donnée par un vieil homme d'affaires. Mais Jonathan et Jennifer découvrent que l'homme est mourant et que celui qui les reçoit est en réalité un sosie, créé de toutes pièces par sa secrétaire dans le but de contrôler son empire.

### 17.La Mort sur le plateau
- Titre original : As the Hart Turns.
- Guest star : John McCook.
- Résumé : Lors d'une tombola organisée par la production d'un feuilleton télévisé, Jennifer gagne un rôle dans la série. Mais un membre de la production est retrouvé étranglé, puis c'est au tour du scénariste de faire les frais du meurtrier. Jennifer est sollicitée pour écrire la suite des épisodes mais elle devient la cible de l'assassin, en réalité l'un des acteurs du show, inquiet pour l'avenir de son personnage.

### 18.Fumée pernicieuse
- Titre original : The Wayward Hart.
- Guest star : Amanda Blake.
- Résumé : Le majordome des Hart s'accorde quelques jours pour aller jouer au poker. Mais un peu vexé par les Hart qui le disent trop prévisible, il décide de changer ses plans au dernier moment. Le lendemain, Jonathan et Jennifer apprennent par la police que Max est parti avec un cigare empoisonné. S'engage alors une course contre la montre pour retrouver Max avant qu'il ne touche au dangereux cigare.

### 19.Tueur de charme
- Titre original : A Change of Hart.
- Guest star : Julie Newmar.
- Résumé : Un architecte, ami de Jonathan, doit rencontrer un homme politique qu'il accuse de corruption. Mais un tueur à gage, grimé, s'infiltre parmi les journalistes et abat l'architecte. Le tueur, qui est en réalité une tueuse, s'enfuit en sautant dans la voiture de Jonathan qu'elle prend pour le chauffeur et trouve refuge dans la maison des Hart. Par téléphone, elle apprend que son prochain contrat n'est autre que Jonathan.

### 20.Un amour sans partage
- Titre original : Hartstruck.
- Guest star : Mimi Rogers.
- Résumé : Jonathan attend Jennifer dans un restaurant lorsque Robin Wall, une jolie brune, renverse son verre. Jonathan, très gentleman, lui en offre un autre mais Robin se méprend sur ses intentions et s'entiche du milliardaire. Psychotique, la jeune femme le poursuit de ses assiduités. Tout se complique lorsqu'elle décide de supprimer toute personne qui se mettra entre elle et Jonathan.

### 21.Peinture fraîche
- Titre original : Too Close to Hart.
- Guest star : Signe Hasso.
- Résumé : Max veut inviter à dîner la gouvernante de leurs voisins, les Sawyer, et s'aperçoit qu'en leur absence la maison est occupée par Bill et Chéryl Hyatt. Intrigués par leur comportement, Jonathan et Jennifer découvrent que les Hyatt, aidés par un faussaire de talent, cambriolent les maisons environnantes et remplacent les tableaux par des copies.

### 22.Tous en forme
- Titre original : A Lighter Hart.
- Guest star : Elaine Joyce.
- Résumé : Les Hart accueillent Betsy, la cousine de Jennifer, venue suivre des séances d'amaigrissement. Ceux-ci sont dispensés par Barry Grayson et son associée dans leur club de sport. Les deux acolytes donnent à leurs adhérentes une boisson énergétique, la Vidalite. Mais lors d'une partie de tennis, Betsy a un malaise et tombe dans le coma. Son analyse sanguine révèle qu'elle a abusé d'amphétamines. Jonathan et Jennifer veulent prouver que la Vidalite n'est pas si inoffensive que Barry et sa complice tentent de le faire croire.

## Cinquième saison (1983-1984)

### 1.Voulez-vous m'épouser?
- Titre original : Two Harts Are Better Than One.
- Guest star : David Warner.
- Résumé : En vacances à Londres, les Hart se remémorent leur rencontre. Jonathan était alors en Angleterre pour sauver une usine de la faillite. Harcelé par une journaliste du nom de Jennifer Edwards, il se lie avec elle sans connaître son métier. Mais lorsque le rédacteur en chef de Jennifer est assassiné, le duo se retrouve impliqué dans une sombre affaire orchestrée par un concurrent de Jonathan.

### 2.Le Précieux maillet
- Titre original : Straight Through the Hart.
- Guest star : A Martinez.
- Résumé : Un joueur de polo argentin offre son maillet à Jonathan. Ce dernier ne sait pas que l'objet renferme une pierre précieuse. Mais quand le joueur s'effondre d'une crise cardiaque, que Jennifer est prise en filature et que Max est attaqué dans la maison, les Hart comprennent qu'il y a anguille sous roche.

### 3.La Tiare impériale
- Titre original : Hostage Harts.
- Guest star : Ronald Lacey.
- Résumé : Jonathan et Jennifer s'envolent pour Paris afin de faire une offre pour l'acquisition de la tiare impériale que Napoléon offrit à Joséphine en 1809. Mais Jonathan surprend un couple de voleurs en train de dérober la précieuse couronne. Il est alors pris en otage par les malfrats qui déjouent les pièges de la police. Affublée d'un policier maladroit, Jennifer va tout faire pour retrouver la trace de son mari.

### 4.Le Projet Pandora
- Titre original : Pandora Has Wings.
- Guest star : Dana Elcar.
- Résumé : L'armée de l'air demande à Jonathan de tester un nouveau radar, Pandora, composé de pièces fabriquées par sa société. Mais Jennifer s'aperçoit que l'avion à bord duquel se déroule la mission a été saboté. Elle va devoir sauver Jonathan d'une explosion programmée.

### 5.Le Cauchemar de la Lady
- Titre original : Harts and Hounds.
- Guest star : Gordon Jackson.
- Résumé : Les Hart sont invités par Sir William Belgrave à une chasse à courre dans son domaine en Angleterre. Dès son arrivée au manoir, le couple est interpelé par Lady Claire qui pense que son mari cherche à la tuer. Mais c'est Sir Belgrave qui trouve la mort lors d'un ball-trap. Les Hart découvre que Claire et son amant ont tout organisé pour prendre possession de sa fortune. Ils deviennent alors la nouvelle cible des deux tueurs.

### 6.Double mixte
- Titre original : Love Game.
- Guest star : Adam West.
- Résumé : Surpris au lit par le mari d'une de ses clientes, un professeur de tennis sauve sa peau en livrant des informations confidentielles. Pour honorer son contrat, il doit notamment soutirer des indiscrétions concernant les industries Hart. Il décide alors de séduire Jennifer, mais celle-ci découvre le double jeu du séducteur.

### 7.Rallye en Grèce
- Titre original : Passing Chance.
- Guest star : John Standing.
- Résumé : La société de Jonathan organise un rallye automobile caritatif en Grèce, auquel les Hart participent. Un homme d'affaires profite de ce moment pour lancer une OPA sauvage sur Hart Industries et s'emparer de l'entreprise. Et pour se faciliter la tâche, il décide de ralentir le couple dans la course, jusqu'à mettre leur vie en danger.

### 8.Une sœur pour Jennifer
- Titre original : Long Lost Love.
- Guest star : Samantha Eggar.
- Résumé : Le père de Jennifer fait la connaissance d'une jeune femme dont la mère fut son grand amour durant la seconde guerre. Sous l'influence de son amant, elle se fait passer pour la fille naturelle de Steven Edwards afin de récupérer une partie de sa fortune. Mais au contact des Hart et d'Edwards, elle change son fusil d'épaule et refuse de leur soutirer cet argent.

### 9.L'Épée du roi Duncan
- Titre original : Highland Fling.
- Guest star : Mitch Ryan.
- Résumé : Grâce à ses origines écossaises, Jennifer est désignée par un clan comme héritière d'un château. Mais la propriété renferme un trésor, une épée royale, un objet aussi historique que précieux. Un riche écossais est déterminé à mettre la main sur cette épée, quitte à devoir supprimer les Hart.

### 10.Le Chien de jade
- Titre original : Year of the Dog.
- Guest star : Soon-Tek Oh.
- Résumé : Jonathan offre à Jennifer le célèbre "Chien de Jade", un précieux bijou. La légende raconte que la personne qui détiendrait les douze animaux de Jade de L'Empereur de Chine serait invulnérable. Un homme d'affaires chinois qui fait du trafic d'armes en Asie parvient à le voler au couple de milliardaires mais un agent du département d'Etat demande l'aide de Jennifer pour infiltrer l'organisation de cet homme.

### 11.Sept ans de silence
- Titre original : Trust Your Hart.
- Guest star : Kari Michaelson.
- Résumé : Lisa, jeune protégée des Hart, sort d'un coma long de 7 ans. Jonathan et Jennifer accueillent chez eux la convalescente à la mémoire défaillante. Mais l'homme qui a tué ses parents s'inquiète de ses éventuels souvenirs. Après avoir tenté plusieurs fois en vain de la supprimer, il parvient à s'infiltrer dans son entourage en tant que psychologue.

### 12.Jennifer en danger
- Titre original : Harts On the Run.
- Guest star : Joseph Mascolo.
- Résumé : Jennifer est témoin d'un règlement de comptes meurtrier impliquant un riche homme d'affaires. Mal protégée par la police, elle échappe de peu à un attentat. Jonathan décide de la mettre à l'abri et, après une habile diversion, le couple trouve refuge dans un monastère, déguisé en religieux. Mais le truand retrouve leur trace et une tueuse est envoyée sur place pour s'infiltrer et se débarrasser de Jennifer.

### 13.Les Feux du théâtre
- Titre original : Whispers in the Wings.
- Guest star : Karen Akers (en).
- Résumé : Les Hart participent à un gala de charité à New York, pour lequel ils répètent un spectacle musical. Mais un déséquilibré, qui hante le théâtre grimé en vieux régisseur, confond Jennifer avec une actrice qu'il a assassinée six ans plus tôt.

### 14.Le Grand Amour de Max
- Titre original : Max's Waltz.
- Guest stars : Roy Dotrice, Pilar Del Rey.
- Résumé : Max vit une romance avec Catherine, une riche veuve avec qui il danse dans un club. Mais un prétendu homme d'affaires charme la dame, dans le but de lui soutirer une fortune. Lorsqu'elle découvre le pot aux roses, Catherine est enlevée par l'escroc et ses complices. Inquiet, Max se confie aux Hart qui décident d'infiltrer le club de danse pour retrouver la trace de Catherine.

### 15.Le chien qui en savait trop
- Titre original : The Dog Who Knew Too Much.
- Guest star : Kenneth Tigar.
- Résumé : Pendant un concours canin, un homme pourchassé confie son chien aux Hart. Ceux-ci ne se doutent pas que l'animal porte en lui une formule génétique très importante et qu'ils ont mis le doigt dans une sombre affaire d'espionnage industriel.

### 16.Des témoins gênants
- Titre original : Silent Dance.
- Guest star : Ronald G. Joseph / Ronald G. Joseph.
- Résumé : Jonathan et Jennifer viennent en aide à Susan, une jeune patineuse devenue sourde après un accident de voiture. Avec une prothèse auditive, elle reprend les entrainements mais, avec les Hart, elle fait l'objet de plusieurs agressions. Le responsable est à la solde d'un avocat véreux qui projette de tuer un sénateur pendant la prochaine compétition de patinage.

### 17.Aventures à Rhodes
- Titre original : Death Dig.
- Guest star : George Baker.
- Résumé : Au cours d'une croisière en Grèce sur leur voilier, Jonathan et Jennifer retrouvent à Rhodes un éminent professeur qui enquête sur le pillage d'un site archéologique. Alors que la police poursuit les Hart pour avoir détenu sur leur bateau une statue historique nationale, le couple doit retrouver leur vieil ami, capturé par les malfaiteurs.

### 18.La Reine de la pub
- Titre original : The Shooting.
- Guest star : Murphy Dunne.
- Résumé : Les Hart décident de passer quelques jours dans leur ranch, où l'on tourne une publicité pour l'une des sociétés de Jonathan. Le capricieux réalisateur flashe sur Jennifer et lui demande de prendre le premier rôle. Mais un évadé de prison projette de supprimer la jeune femme, qu'il estime responsable de sa condamnation.

### 19.Le Neveu de Max
- Titre original : Slam Dunk.
- Guest star : Fred Dryer.
- Résumé : Max rend visite à son neveu Doug sur son campus universitaire. Le jeune homme est un basketteur de talent qui doit jouer un match important. Mais le sportif est arrêté par la police, victime d'un coup monté. Le responsable est un gros parieur, endetté jusqu'au cou, qui veut empêcher Doug de participer à son match pour empocher le pactole.

### 20.La Vidéo du crime
- Titre original : Larsen's Last Jump.
- Guest star : Ray Wise.
- Résumé : Jonathan et Jennifer reçoivent un couple d'amis, Richard et Pamela, pour visionner le film de leurs dernières vacances à la neige. Or la caméra a filmé un homme cagoulé en train de saboter des skis. Jonathan décide d'enquêter et découvre qu'il s'agit de Richard, responsable de la mort d'un skieur qui avait une liaison avec sa femme.

### 21.Des serviteurs modèles
- Titre original : Always, Elizabeth.
- Guest star : Robert Davi et June Allyson.
- Résumé : Max entretient une correspondance avec une riche new-yorkaise. Lorsque celle-ci annonce sa venue à Los Angeles, Max panique : il lui a fait croire qu'il était également millionnaire. Les Hart décident de jouer le jeu et se proposent de devenir les domestiques de la maison, le temps du séjour. Mais le neveu de la vieille dame, qui doit beaucoup d'argent à un malfrat, profite de la situation pour préparer le cambriolage de la résidence.

### 22.Les Voleurs de bijoux
- Titre original : Meanwhile, Back at the Ranch.
- Guest star : Patrick Macnee.
- Résumé : De retour de vacances plus tôt que prévu, les Hart découvrent que leur maison est occupée par un groupe de malfaiteurs qui prépare un vol de bijoux. Les malfrats attendent l'arrivée des sosies des deux milliardaires pour parfaire leur combine. Jonathan et Jennifer se font alors passer pour leurs doublures afin de déjouer les plans des voleurs.